# Helmholtzstraße 5/7/9

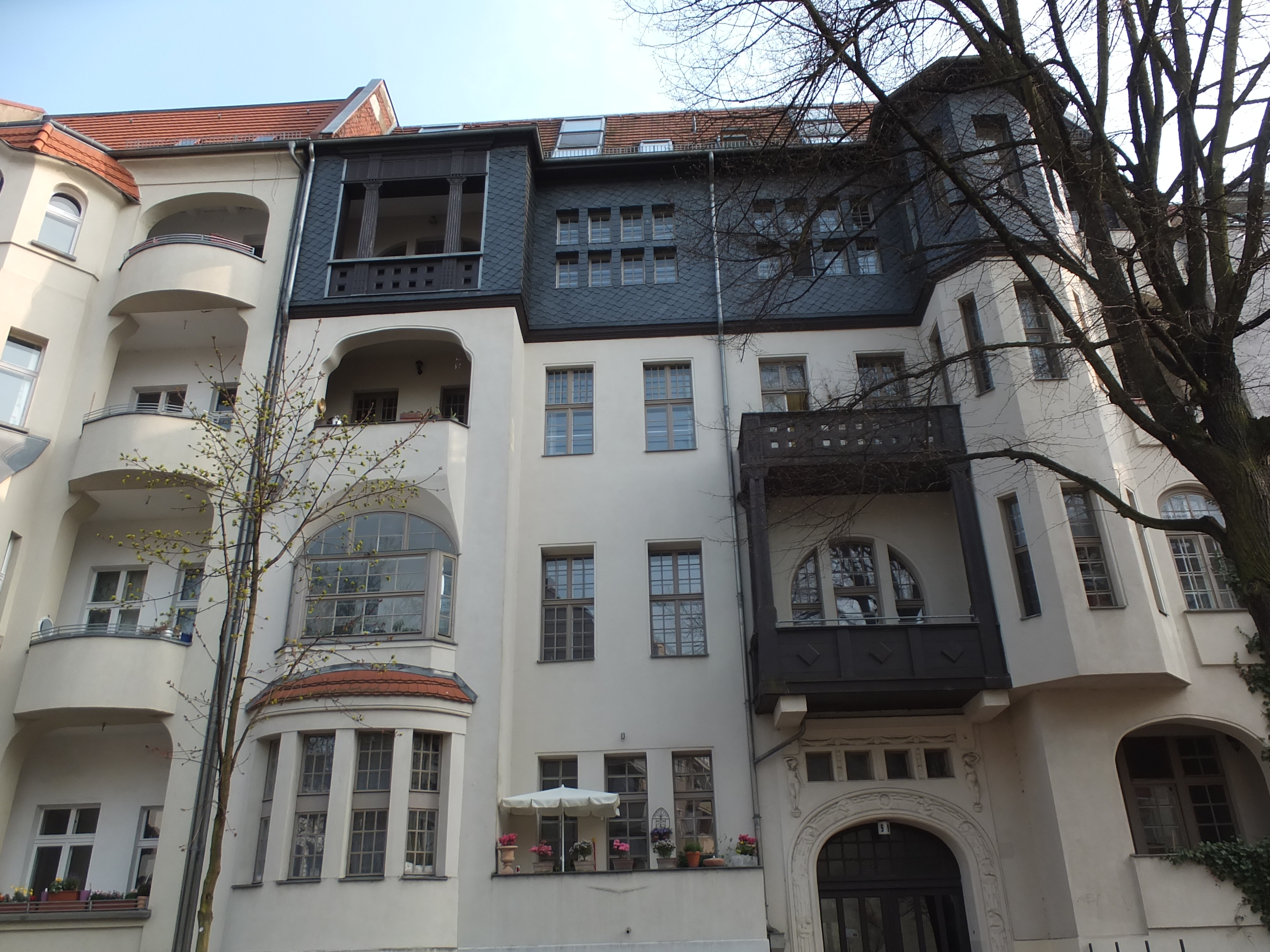
Straßenseitige Fassade des Hauses Helmholtzstraße 9.

Das Bauensemble Helmholtzstraße 5/7/9 in Berlin-Oberschöneweide, entworfen und ausgeführt von Max Stutterheim in den Jahren 1903–1909, ist seit den 1970er Jahren ein Kulturdenkmal.

## Geschichte

### Entwicklung von Oberschöneweide
Mit der schnellen Zunahme der Bevölkerung und den stetig neuen Industriebauten gegen Ende des 19. Jahrhunderts erfuhr das damalige Umland von Alt-Berlin einen gewaltigen wirtschaftlichen Aufschwung. Neben den immer neuen Fabriken – wie dem TRO, dem AEG-Kabelwerk Oberspree, der Afa und anderen siedelten sich natürlich in der Umgebung auch die zahlreichen Arbeiter, Angestellten und Ingenieure an. Die Folge war eine intensive Wohnbebauung, die Anlage des Straßensystems mit befestigten Straßen, der Ausbau der Infrastruktur wie Elektrizitätswerke, Pumpwerke, Amtshäuser und natürlich auch Einkaufs- und Kultureinrichtungen sowie Friedhöfe. Diese Entwicklung traf besonders auf die damalige Gemeinde Oberschöneweide zu.
Junge Architekten nahmen ihre Chance wahr, erwarben Bauland und verwirklichten ihre Pläne für angenehmes und preisgünstiges Wohnen – größere Wohnmietshäuser und sogar Wohnsiedlungen entstanden.

### Baumeister Max Stutterheim
Der Architekt Max Johannes Alexander Stutterheim (* 5. März 1873 in Berlin; † 1936 in Bad Freienwalde) war ein solcher Bauunternehmer, der in dem aufstrebenden späteren Berliner Ortsteil Oberschöneweide Bauten entwarf und ausführte. 

Max Stutterheim, Sohn des Malers Carl Stutterheim, gelernter Maurer und an der damaligen Technischen Hochschule Charlottenburg ausgebildeter Baumeister, seit 1900 verheiratet mit Gertrud Zickert, zog direkt an seinen zukünftigen Wirkungsort. Das Paar mietete zuerst eine Wohnung in der Siemensstraße (später Edisonstraße) 21. Zugleich begann er mit dem Bau eines Mehrfamilienhauses in der Helmholtzstraße im gleichen Ortsteil und errichtete einen Verwaltungsbau sowie eine Friedhofskapelle für den Waldfriedhof Oberschöneweide. Wohlhabende Familien beauftragten ihn außerdem mit der Ausführung imposanter Grabstätten, darunter die Familie König.
Nach der Fertigstellung des über drei Grundstücke reichenden Mietshauses wohnte er mit seiner Familie im Haus Nummer 5.
In den Jahren 1907 und 1908 führt das Berliner Adressbuch unter den Hausnummern 16 bis 18 (heute sind das die Nummern 9, 7 und 5) sowie 9 den Architekten M. Stutterheim als Eigentümer, der zu dieser Zeit im Haus Nummer 18 wohnte. Im Jahr 1910 tritt der Name Stutterheim nur noch als Bewohner im Haus Nummer 18 auf, deren Eigentümer jedoch der Baurat J. Th. Hamacher war. Unter den Namen der Bewohner dieser Straße erscheint ab 1912 kein „Stutterheim“ mehr. Dagegen findet sich dessen Adresse nun in Berlin W 50 (Schöneberg), Passauer Straße 34. So hat der Architekt nach Fertigstellung der Bauten Oberschöneweide verlassen, zog kurzfristig in einen westlichen Vorort Berlins und um 1914, zum Beginn des Ersten Weltkriegs, nach Bad Freienwalde (Oder) in das von ihm dort bereits im Jahr 1905 erworbene und danach umgebaute Einfamilienhaus in der Weinbergstraße 17/17a. Obwohl er nun bis zu seinem Tod hier wohnte, betätigte er sich in dieser Stadt nicht als Architekt.

## Helmholtzstraße

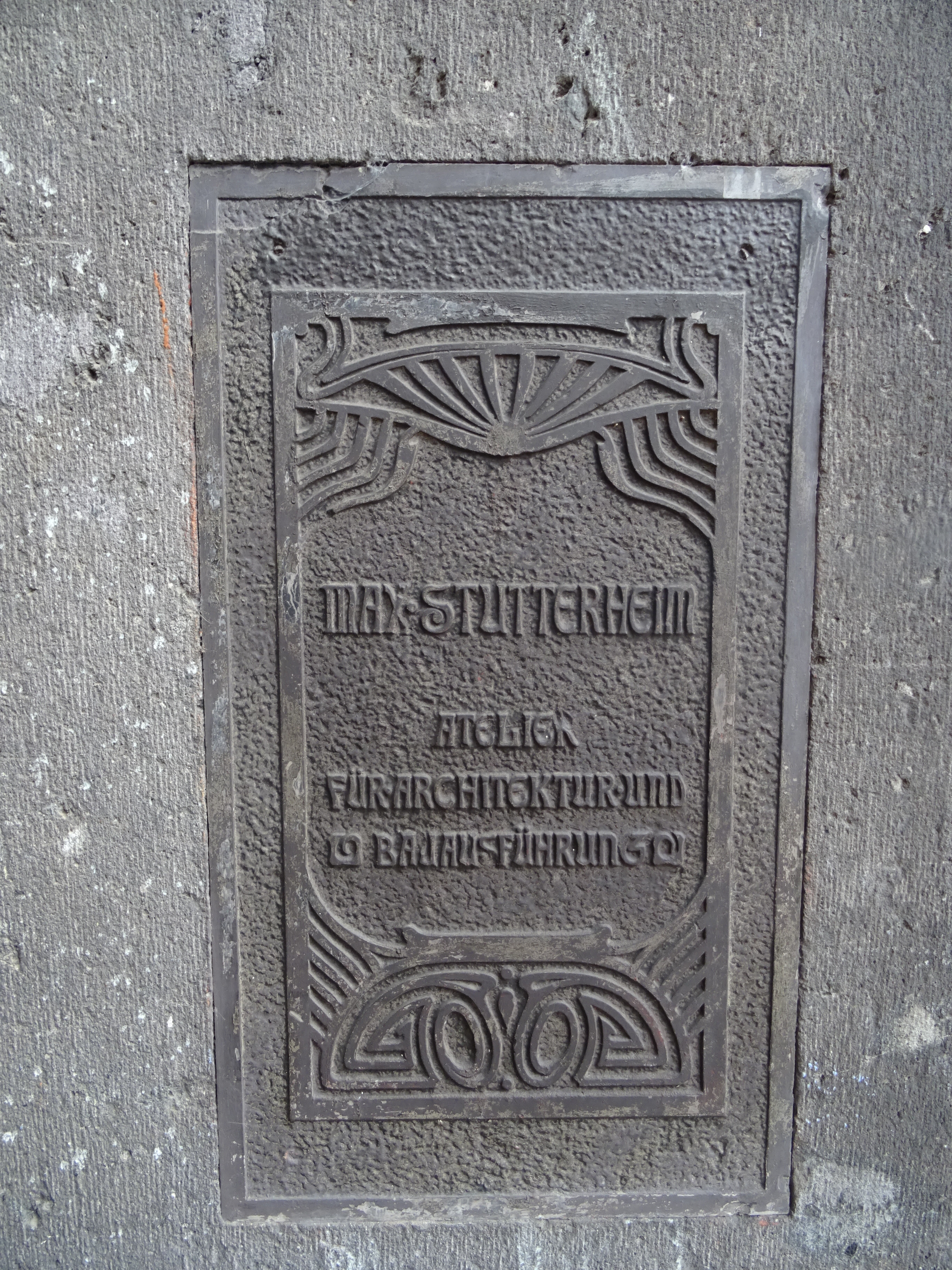
Schild an der Haustür der Helmholtzstr. 5 mit Hinweis auf das Atelier Stutterheim

In seinen architektonischen Entwürfen und ausgeführten Bauwerken bevorzugte Stutterheim Gestaltungen im damals modernen Jugendstil und in Heimatschutzarchitektur. Er setzte vor allem „bodenständige“ Materialien wie Backsteine, Werkstein oder Sandstein, Kalksteinquader aus Rüdersdorf bei Berlin, Holz und Schiefer ein.
Beschreibung des Gebäudeensembles Helmholtzstraße 5–9
Das sind drei zusammenhängend nebeneinander gebaute vieretagige Mietwohnhäuser, die seit den 1970er Jahren unter Denkmalschutz stehen und nacheinander von Stutterheim gestaltet wurden.
Viele Original-Details im Inneren, wie verzierte Kachelöfen oder Malereien an den Flurwänden und an der Fassade – unter anderem eine Kartusche über der Eingangstür des Hauses Nummer 5 mit den Insignien „MS“ von Max Stutterheim – sind erhalten.
Zum Denkmalsensemble gehört ebenfalls der Gartenhof des Hauses Nummer 5. 
Das hofseitige Ateliergebäude mit einer sehr bewegten Fassade im Materialmix zum Wohnhaus Nummer 5 nutzte Stutterheim für seine Planungs- und Bauleitungstätigkeit. Wegen der außergewöhnlichen Gestaltung erhielt das Gebäude in späteren Jahren auch die Bezeichnung „Palais Stutterheim“.